# ステインソール・ソルステインソン
ステインソール・フレイル・ソルステインソン（Steinþór Freyr Þorsteinsson 原語の発音；ステインソール・フレイル・ソルステインッソン、1985年7月29日 - ）は、アイスランドのサッカー選手。KRアークレイラル所属。アイスランド代表。

## 経歴
2010年7月31日スウェーデンのエルグリーテISと2年半の契約を結んだものの、翌2011年2月にクラブが経営破綻した。そのため翌3月にノルウェーのサンネス・ウルフと1年契約を結んだ。
2014年1月1日にバイキングFKと1年契約した。
2020年は公式戦17試合出場4得点を記録した。
2021年リーグ戦15試合出場。
2022年アイスランド代表に選出。6月7日のアルバニア戦で得点を決めた。9月23日のベネズエラ戦ではスリーボランチの中央で出場、1-0の勝利に貢献した。

## プレースタイル
ハンドスプリングスローで注目された選手だが、足下が上手くドリブルを得意とするドリブラーである。また、ノルウェー1部エリテセリエン2012シーズンでは12アシスト(その内2アシストはハンドスプリングスロー)を記録し、アシストランキング上位に入った。

## 代表
2009年11月10日にイランのテヘランで行われたイラン戦で代表デビューを果たした。
2012年2月24日、日本国内で地上波で全国生中継されたキリンチャレンジカップ対日本戦(大阪府大阪市・長居スタジアム)に出場し、後半からピッチに立った彼は何度もハンドスプリングスローを行ってスタジアムに来た42579人の観衆を湧かせ 話題となった。試合後、ハンドスプリングスローについて質問されて「17歳の時からやっているから、もう10年になるね。雨で地面が滑りやすかったので怖かった」「なぜだかわからないけど、気温が低いと距離が出ないんだ」とコメント、日本戦では本来の飛距離が出せなかったようだがスタジアムが沸いたことには「あの歓声はすごかった。喜んでもらえて良かったよ」と話した。また、チームを指揮したラーシュ・ラーゲルベック監督は、自チームの背の高さを活かしたパワープレーのために行ったことだとした上でスローインで客席が盛り上がった事については「ある意味武器になると思う。最も期待しているのは、一番いいコースにボールが入り、ゴールチャンスが生まれることだ。そのためにやっていることであり、そこで歓声が沸いて、盛り上がってくれればなおいい。今日の観客は趣味がいいので、気に入ってくれたのだと思う。」などと話した。

## 所属クラブ
- ブレイザブリクUBK 2002 - 2008
- ストヤルナン 2009 - 2010.7
- エルグリーテIS 2010.8 - 2011.2
- サンネス・ウルフ 2011.3 - 2013
- バイキングFK 2014 -

## 個人成績
| 国内大会個人成績 | 国内大会個人成績 | 国内大会個人成績 | 国内大会個人成績 | 国内大会個人成績 | 国内大会個人成績 | 国内大会個人成績 | 国内大会個人成績 | 国内大会個人成績 | 国内大会個人成績 | 国内大会個人成績 | 国内大会個人成績 |
| 年度             | クラブ           | 背番号           | リーグ           | リーグ戦         | リーグ戦         | リーグ杯         | リーグ杯         | オープン杯       | オープン杯       | 期間通算         | 期間通算         |
| 年度             | クラブ           | 背番号           | リーグ           | 出場             | 得点             | 出場             | 得点             | 出場             | 得点             | 出場             | 得点             |
| スウェーデン     | スウェーデン     | スウェーデン     | スウェーデン     | リーグ戦         | リーグ戦         | リーグ杯         | リーグ杯         | オープン杯       | オープン杯       | 期間通算         | 期間通算         |
| ---------------- | ---------------- | ---------------- | ---------------- | ---------------- | ---------------- | ---------------- | ---------------- | ---------------- | ---------------- | ---------------- | ---------------- |
| 2010             | エルグリーテIS   |                  | スーペルエッタン | 9                | 2                | -                | -                | 0                | 0                | 9                | 2                |
| ノルウェー       | ノルウェー       | ノルウェー       | ノルウェー       | リーグ戦         | リーグ戦         | リーグ杯         | リーグ杯         | ノルウェー杯     | ノルウェー杯     | 期間通算         | 期間通算         |
| 2011             | サンネス・ウルフ | 23               | アデコリーガエン | 25               | 2                | -                | -                | 2                | 1                | 27               | 3                |
| 2012             | サンネス・ウルフ | 23               | エリテセリエン   | 29               | 6                | -                | -                | 1                | 0                | 30               | 6                |
| 2013             | サンネス・ウルフ | 23               | エリテセリエン   | 28               | 5                | -                | -                | 2                | 1                | 30               | 6                |
| 2014             | バイキングFK     | 23               | エリテセリエン   |                  |                  | -                | -                |                  |                  |                  |                  |
| 通算             | スウェーデン     | スウェーデン     | スーペルエッタン | 9                | 2                | -                | -                | 0                | 0                | 9                | 2                |
| 通算             | ノルウェー       | ノルウェー       | アデコリーガエン | 25               | 2                | -                | -                | 2                | 1                | 27               | 3                |
| 通算             | ノルウェー       | ノルウェー       | エリテセリエン   | 57               | 11               | -                | -                | 3                | 1                | 60               | 12               |
| 総通算           | 総通算           | 総通算           | 総通算           | 91               | 15               | -                | -                | 5                | 2                | 96               | 17               |